# غاليشان (كيبك)
غاليشان (بالإنجليزية: Gallichan, Quebec)‏ هي بلدية محلية في كيبيك تقع في كندا في Abitibi-Ouest Regional County Municipality. يقدر عدد سكانها بـ 484 نسمة ومساحتها 97.30 كم2 .